# کلخوز

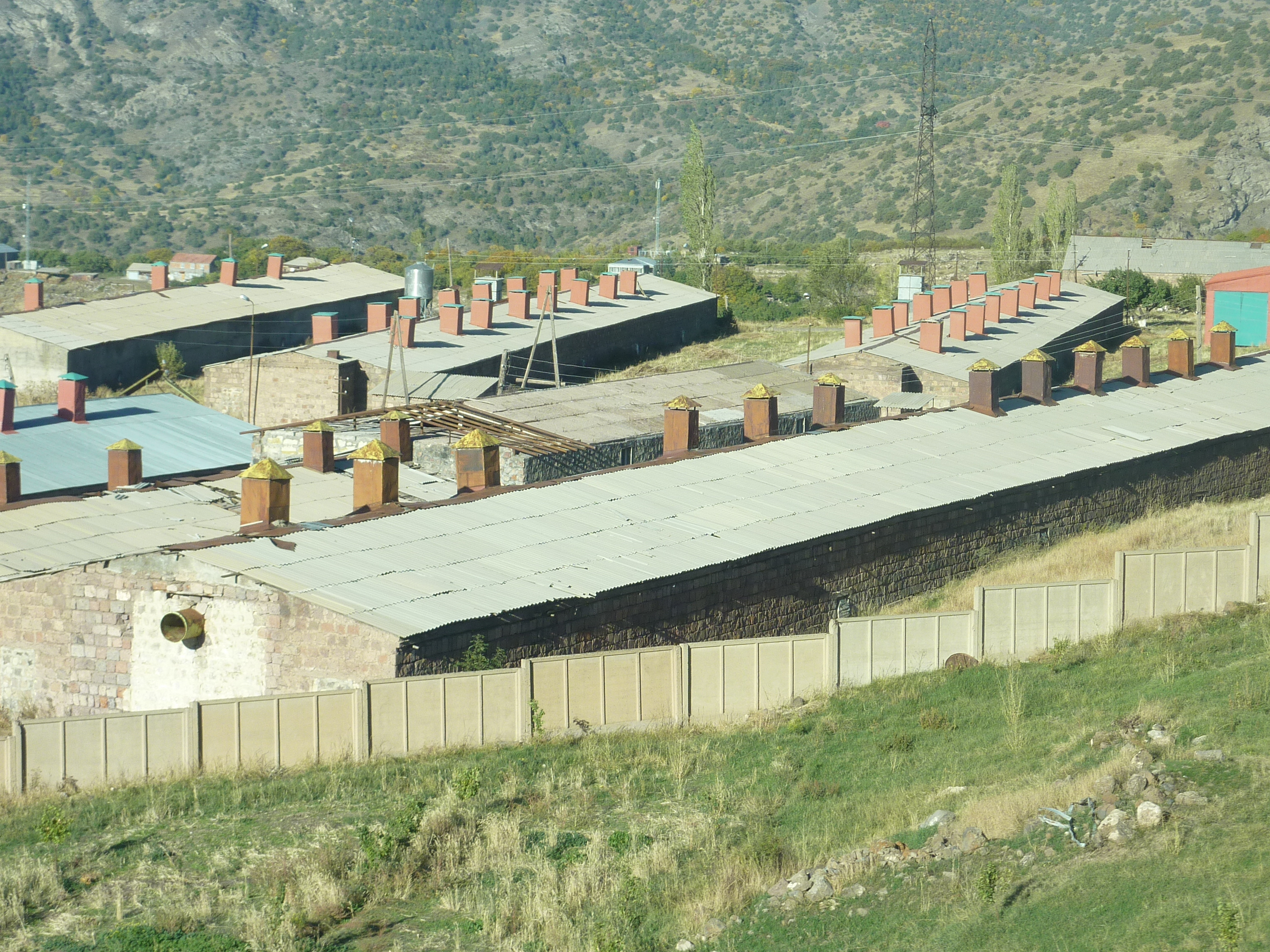
ساختمان های یک مزرعه جمعی سابق در نزدیکی جرموک

کُلخوز (به روسی: колхо́з) (کالخوز هم نوشته‌اند) یا مزرعه اشتراکی گونه‌ای مزرعه‌داری اشتراکی در اتحاد شوروی بود که به عنوان روشی تازه در کنار روش مزرعه‌داری دولتی (سُوْخوز) برپا شده بود.
واژه کلخوز درهم‌کشیده‌ای از عبارت коллекти́вное хозя́йство
(کُلِکتیوْنوئه خوزیایْسْتوو) به معنی «خانه‌داری اشتراکی» است.
اعضاء کلخوزها را کلخوزی‌ها (به روسی: مردان را کلخوزنیک: колхозник و زنان را کلخوزنیتسا: колхозница) می‌نامیدند. این اعضاء بنا به تعداد روزهای کاری سهمی از محصول و سود مزرعه دریافت می‌کردند، در حالیکه در سوخوزها یعنی کشتزارهای دولتی، کارگران دستمزد مشخصی داشتند.
امروزه بیشتر کلخوزها در منطقه شوروی پیشین نابود شده و اصطلاح کلخوزی معنی‌ای مشابه «دهاتی» و «عمله» در فارسی پیدا کرده‌است.

## در ادبیات
در ادبیات نمایشی، برتولت برشت نمایشنامه‌ دایره گچی قفقازی را نوشته که درباره مردم کلخوز گله‌دار گالینسک است. محبوب‌ترین ترجمه این نمایشنامه، توسط استاد حمید سمندریان انجام شده است.